# Dálnice v Lucembursku

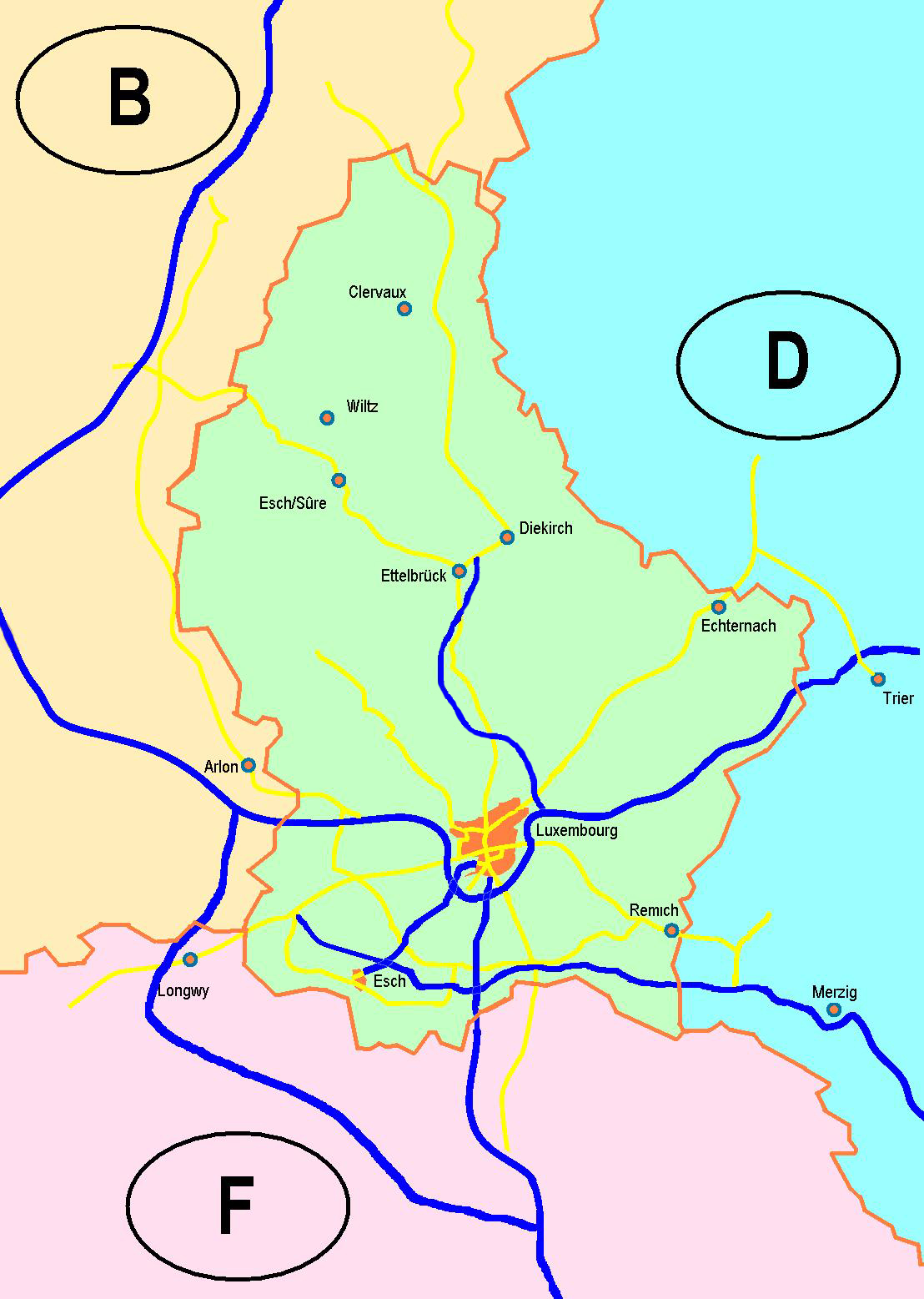
Mapa dálnic

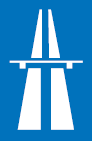
Lucemburská dopravní značka dálnice

V Lucembursku existuje šest dálnic, které tvoří páteřní síť silniční infrastruktury země. Pět z nich se rozbíhá radiálně od Lucemburku, který se nachází na jihu země, kde je centrum dopravní sítě Lucemburska.
Šest dálnic má celkovou délku 147 kilometrů. Maximálních povolená rychlost pro osobní automobily je 130 km/h, přičemž tato je za deště snížena na 110 km/h.

## Seznam dálnic
| Číslo dálnice | Název dálnice | Délka   | Začátek                         | Průjezd                                   | Konec                           | Evropská silnice |
| ------------- | ------------- | ------- | ------------------------------- | ----------------------------------------- | ------------------------------- | ---------------- |
|               | Dálnice A1    | 36,2 km | Lëtzebuerg/Luxembourg/Luxemburg | Senningerberg - Flaxweiler - Wasserbillig | 64                              | E44              |
|               | Dálnice A3    | 13,3 km | Lëtzebuerg/Luxembourg/Luxemburg | Bettembourg - Dudelange                   | A31                             |                  |
|               | Dálnice A4    | 16,3 km | Lëtzebuerg/Luxembourg/Luxemburg | Leudelange                                | Esch-sur-Alzette                |                  |
|               | Dálnice A6    | 20,8 km | A4                              | Steinfort - Capellen - Strassen           | Lëtzebuerg/Luxembourg/Luxemburg | E25              |
|               | Dálnice A7    | 31,5 km | Lëtzebuerg/Luxembourg/Luxemburg | Mersch - Ettelbruck - Erpeldange          | Clervaux                        |                  |
|               | Dálnice A13   | 42,3 km | Pétange                         | Bettembourg - Schengen                    | 8                               | E29              |